# L'Événement (journal burkinabé)
Pour les articles homonymes, voir L'Événement et Événement.
L’Événement est un journal d’investigation burkinabè créé en 2001 par une équipe de journalistes ayant travaillé pour L’Indépendant de Norbert Zongo avant sa disparition en 1998. Le journal est un bimensuel paraissant les 10 et 25 du mois.